# Monte Férion
Il monte Férion è una montagna delle Alpi alta 1.412 m. È tra le cime più elevate delle Prealpi di Nizza. Domina i villaggi di Levens e di Coaraze.